# La Chapelle-du-Lou

La Chapelle-du-Lou este o comună în departamentul Ille-et-Vilaine, Franța. În 1 ianuarie 2018 avea o populație de 908 de locuitori.